# Aux Frontières de l'Union française
Aux Frontières de l'Union française (titre complet Aux frontières de l'Union française. Indochine-Tunisie), est un essai de François Mitterrand, publié en juillet 1953. Il est préfacé par Pierre Mendès France. 

## Présentation
Surtout présenté avec un titre réduit Aux Frontières de l'Union française, cet essai de François Mitterrand paraît en juillet 1953, alors qu'il est ministre d'Etat chargé du Conseil de l'Europe au sein du premier gouvernement Laniel, deux ans après qu'il ait été ministre de la France d'Outre-mer au sein du premier gouvernement Pleven. Le livre se compose de trois parties : il expose comment il conçoit la politique de la France en Tunisie, comment peut finir la guerre d'Indochine et quel rôle doit être donné à l'Afrique dans l'avenir de l'Union française, puis l'ouvrage se prolonge par le recueil d'articles publiés entre octobre 1951 et juin 1953. 
Ce gouvernement de Joseph Laniel est investi le 28 juin après l'échec de Pierre Mendès France à être nommé président du Conseil le 4 juin. Mendès France proposait alors (« Gouverner c'est choisir ») de négocier l'arrêt des combats en Indochine afin de cesser une guerre coûteuse et mal engagée pour la France. Dans sa préface de l'ouvrage, Mendès France affirme « nous sommes impardonnables de n'avoir jamais tenté sérieusement de nous dégager du piège indochinois » ou encore « Tout se passe comme si la guerre d'Indochine était un piège qui nous aurait été tendu, pour que nous y fixions et épuisions nos forces, pour que s'accumulent nos pertes en hommes et en matériel, pour que nous soyons réduits à l'impuissance militaire en Europe ». Au contraire, dès ses débuts, le gouvernement Laniel se fait remarquer par le massacre du 14 juillet 1953 à Paris (sept morts).
Afin de sauvegarder les colonies françaises en Afrique (« Quand j'évoque l'Union française c'est à l'Afrique d'abord que je pense », écrit-il en conclusion de son premier chapitre), François Mitterrand défend une politique proposant une association progressive des populations colonisées à leurs affaires. Il explique également vouloir combattre les tendances autonomistes et indépendantistes, au besoin par la répression et justifie, par rapport aux forces coloniales refusant toute évolution, que cette stratégie risque au contraire de favoriser les contestations. L'indépendance de l'Indochine devra permettre à la France de mieux se concentrer sur son empire en Afrique : « Un peuple de 42 millions d'habitants ne peut être partout à la fois... Disperser nos hommes, nos capitaux, nos techniques, est d'une folle imprudence ». Priorisant le maintien de l'empire colonial, il appelle les Français à se faire « les défenseurs de la seule réalité historique incontestable : la France eurafricaine qui, actuellement, comprend ou contrôle 85 millions d'êtres ».
Concernant le protectorat français de Tunisie, il souhaite une large autonomie (« ni annexion, ni abandon ») tout en restant dans le cadre du traité du Bardo (1881), allant jusqu'à permettre une « nationalité tunisienne » qui serait indissociable de la nationalité française « sans perdre toutefois leur qualité de Français ». Il exprime cette position alors que la France s'est engagée depuis le gouvernement Pinay de 1952 dans une politique de répression du Néo-Destour, menée sur place par le résident général en Tunisie, Jean de Hauteclocque, qui va jusqu'à emprisonner Habib Bourguiba.
Quelques semaines après la parution du livre, la dépose le 20 août du sultan marocain Mohammed Ben Youssef, futur roi du Maroc, par le ministre des Affaires étrangères Georges Bidault, alors que Mitterrand demandait la veille « le rappel immédiat du résident [Augustin Guillaume] et la mise à la retraite du maréchal Juin, qui est l'âme du complot », le décide à proposer sa démission, qui est alors rejetée par le président de la République Vincent Auriol. Dix jours plus tard, le rappel du résident général en Tunisie et son remplacement par un haut fonctionnaire à poigne, Pierre Voizard, lui offre une autre opportunité de démission qui est en rapport avec les thèses de son essai. Cette démission est effective le 3 septembre et lui confère une autorité qui lui sera utile pour mettre en minorité René Pleven, resté silencieux sur les crises politiques au Maroc et en Tunisie et fidèle à la poursuite de la guerre en Indochine : François Mitterrand le défait par 402 mandats contre 337 et le remplace à la présidence de l'Union démocratique et socialiste de la Résistance.
En 2025, Pascal Blanchard, Nicolas Bancel et Alain Mabanckou estiment que, dans le contexte politique de 1953, François Mitterrand peut apparaître « réformateur », mais en décalage avec les aspirations nationalistes qui amèneront la plupart des colonies aux indépendances dans les dix années qui suivent, en jugeant que cette idéologie est instillée de manière exogène, en particulier par le camp communiste. Il reste persuadé que le système colonial peut se réformer de l'intérieur et n'envisage jamais l'indépendance comme une possibilité.